# 23rd Street (Lexington Avenue Line)
23rd Street is een station van de metro van New York aan de Lexington Avenue Line.